# 怀俄明州众议院
怀俄明众议院（英語：Wyoming House of Representatives）是怀俄明州议会的下議院，共有60名议员，代表全州同等数量的单一成员选区，每个选区至少有9000人。众议院的議事地點位於州府夏安的懷俄明州議會大廈。众议员任期两年，无任期限制。